# Валпелин
Валпелѝн (на италиански и на френски: Valpelline, на местен диалект: Valpeleunna, Валпелеуна, от 1939 до 1946 г. Valpellina, Валпелина) е село и община в Северна Италия, автономен регион Вале д'Аоста. Разположено е на 964 m надморска височина. Населението на общината е 659 души (към 2010 г.).